# Alessio Giannone
Alessio Giannone, noto anche con lo pseudonimo di Pinuccio (Bari, 29 maggio 1979), è un personaggio televisivo e youtuber italiano.

## Biografia
Frequenta il liceo a Bari e in quegli anni si appassiona al teatro iscrivendosi al Laboratorio Arti Sceniche della compagnia professionale Tiberio Fiorilli. Dopo il diploma si iscrive a Giurisprudenza all'Università degli Studi di Bari. Durante gli anni di università organizza laboratori di teatro in alcune scuole superiori. Dopo la laurea in Giurisprudenza si dedica all'attività di autore e regista, scrivendo programmi per emittenti televisive locali.
Nel 2011 dà vita al personaggio del faccendiere Pinuccio e pubblica su YouTube video di immaginarie telefonate a politici e personaggi famosi, in cui Pinuccio si mostra amico "di quelli che contano", mettendone però in risalto difetti e mancanze. Grazie al successo su YouTube, i video di Pinuccio vengono trasmessi in programmi come Ballarò, Tagadà e Blob.
Nel 2013 realizza interventi di satira con le telefonate di Pinuccio a politici nelle quattro puntate del programma TV La guerra dei mondi (condotto da David Parenzo su Rai 3). 
Giannone inizia a collaborare con quotidiani, nel 2010 con La Gazzetta del Mezzogiorno e dal 2012 con Il Fatto Quotidiano.
Nel 2014 il personaggio di Pinuccio arriva in teatro con lo spettacolo Pinuccio chiama. rappresentato nell'aprile 2016 a Roma, Milano, Torino, Firenze e Bologna.
Dal 2015 al 2025, dopo il licenziamento di Fabio & Mingo, è inviato fisso di Striscia la notizia, per cui denuncia casi di malasanità, cattiva amministrazione e inquinamento ambientale nelle regioni del Sud Italia, in particolare in Puglia, Basilicata, Abruzzo, Molise e Calabria.
Il 14 novembre 2017 pubblica il suo primo libro, Trumpadvisor. Donald e Pinuccio in viaggio per il Sud Italia, edito da Mondadori. L'8 settembre 2020 ritorna in libreria con Annessi e connessi. La vita al tempo dei social, edito da Mondadori Electa. 
Nel 2021 concorre assieme ad altri candidati per il posto di membro del Cda della Rai, ma non viene eletto, ricevendo solo 16 voti.

### Cinema
Debutta nel mondo del cinema nel 2010 con il documentario dal titolo Favorite, presentato al Salone internazionale del libro nella città di Torino e reso disponibile sul sito del quotidiano Corriere della Sera. Nello stesso anno la sua sceneggiatura Binari, ispirata alla storia dell'editore Vito Laterza, viene selezionata nell'ambito concorso Progetto Memoria indetto dall'Apulia Film Commission, che finanzia la realizzazione dell'omonimo cortometraggio.
Nel 2012 gira il cortometraggio La Sala, che concorre nella sezione Nuovi Orizzonti della 69ª Mostra internazionale d'arte cinematografica di Venezia.
Nel 2018 recita nel film Il vegetale di Gennaro Nunziante, in cui interpreta il ruolo di Nicola, amico del protagonista Fabio (interpretato da Fabio Rovazzi).

### Teatro
Pinuccio Chiama è il titolo della sua prima opera teatrale, portata in scena nel 2013. Un viaggio attraverso immagini più esilaranti legate alle campagne elettorali e del vissuto comune.
Nel 2020 porta in scena un one man show dal nome Tutt'Appost, che racconta l'Italia attraverso storie vere ma particolarmente surreali da sembrare frutto della fantasia di un cabarettista. L'opera è prodotta da ProArtist Management S.r.l. di Firenze.

## Opere
- Trumpadvisor. Donald e Pinuccio in viaggio per il Sud Italia, Milano, Mondadori, 2017, ISBN 978-88-04-68374-2.
- Annessi e connessi. La vita al tempo dei social, Milano, Mondadori Electa, 2020, ISBN 978-88-918-2937-5.

## Premi
- 2011 – Premio al Progetto Memoria, Con la sceneggiatura di Binari.
- 2017 – Premio Sirio al Festival del cabaret, Martina Franca.[20]